# Intendente Alvear
Intendente Alvear é um município da província de La Pampa, na Argentina.